# Семёновка (Глуховский район)
Семёновка (укр. Семенівка) — село,
Семёновский сельский совет,
Глуховский район,
Сумская область,
Украина.
Код КОАТУУ — 5921586001. Население по переписи 2001 года составляло 347 человек .
Является административным центром Семёновского сельского совета, в который, кроме того, входят сёла
Ионино,
Калюжное,
Кравченково и
Некрасово.

## Географическое положение
Село Семёновка находится на берегу реки Эсмань,
выше по течению на расстоянии в 2 км расположено село Некрасово,
ниже по течению на расстоянии в 1,5 км расположено село Ионино.
Рядом проходит автомобильная дорога Т-1908.

## История
- Вблизи села Семёновка обнаружены остатки поселений бронзового возраста и северян (VIII-Х вв)
- 1660 — дата основания.

## Объекты социальной сферы
- Клуб.

## Достопримечательности
- Братская могила советских воинов.